# Bevrijdingstheologie
Bevrijdingstheologie is vooral in Latijns-Amerikaanse landen een populaire theologie. In de bevrijdingstheologie staat de bevrijding van de zonde centraal. Bevrijdingstheologen vatten het begrip "zonde" niet zozeer op als zijnde bepaalde verkeerde handelingen van een individuele gelovige (zoals de leugen, seksuele misdraging, oplichterij, overspel en moord), maar veeleer als een structureel maatschappelijk fenomeen in de vorm van sociale onderdrukking, slavernij, ongelijkheid en economische onrechtvaardigheid. Sommige bevrijdingstheologen sluiten het concept van individuele zonde zelfs uit en staan op gespannen voet met de Rooms-katholieke geloofsleer. Uitgangspunt is de radicaliteit van het Evangelie: Christus' menslievendheid en zijn inzet voor de armen, zoals beschreven in de Bergrede en in Matteüs 25. De eerste christengemeenten/kerken en hun solidariteit staan centraal in de bevrijdingstheologie. Bevrijdingstheologen stonden zeer kritisch ten opzichte van de gevestigde orde en de Zuid-Amerikaanse dictaturen. Enkelen waren hoegenaamd militant in hun strijd tegen de 'onderdrukkers van het volk'. Hierbij stonden zij aan de zijde van marxistische guerrillastrijders. De later sterk geworden pacifistische stroming binnen de bevrijdingstheologie wijst echter gewelddadige acties af. Ook binnen het jodendom, het Palestijnse christendom en de islam is er de laatste jaren sprake van een eigen bevrijdingstheologie.

## Opkomst en ontwikkeling
De bevrijdingstheologie kwam in de jaren zestig in Zuid-Amerikaanse landen op. Tijdens de Tweede Latijns-Amerikaanse Bisschoppenconferentie kreeg zij haar specifieke benoeming. 
In de jaren zeventig nam haar populariteit toe onder met name jonge afgestudeerde Latijns-Amerikaanse theologen en priesters. De bevrijdingstheologie wijkt sterk af van de Europese en Noord-Amerikaanse theologieën. Zij neemt de problematiek van de armen in de samenleving als uitgangspunt. De bevrijdingstheologie wil praktisch zijn, niet alleen bedreven als studie, maar toegepast in de praktijk. De bevrijdingstheologie gaat uit van een marxistische maatschappij-analyse. Men kiest expliciet voor de term bevrijding en niet voor de term ontwikkeling. Ontwikkeling is in de ogen van de bevrijdingstheologen een "Westerse" benadering van de armoedeproblematiek en impliceert een traag hervormingsproces, terwijl bevrijding een zekere radicaliteit voorstaat.
In het westen begon men de bevrijdingstheologie en haar kritische kijk op de samenleving vooral in barthiaanse en christensocialistische kringen steeds meer te waarderen. Het arbeidspastoraal werk liet zich erdoor beïnvloeden.
In de jaren 80 maakten enkele radicale priesters, die men geschoolde bevrijdingstheologen kan noemen, deel uit van de revolutionaire regering in Nicaragua. De bekendste hiervan is Ernesto Cardenal. Hij werd in 1985 'a divinis' geschorst door paus Johannes Paulus II, maar in 2019 volledig gerehabiliteerd in zijn priesterambt door paus Franciscus. Ook bij de voormalige Revolutionaire Strijdkrachten van Colombia streden met de bevrijdingstheologie sympathiserende gelovigen mee. De linkse bewegingen in Zuid-Amerikaanse landen kunnen nog altijd rekenen op de sympathie van bevrijdingstheologen. Hoewel de bevrijdingstheologie in Europa en Noord-Amerika tegenwoordig weinig aanhangers meer kent, speelt zij in Latijns-Amerika nog steeds een rol van betekenis.
In de tweede helft van de jaren 90 ontwikkelde zich onder christenen in de door Israël bezette gebieden een eigen versie van bevrijdingstheologie, die zich binnen de theologiebeoefening keerde tegen de zogenaamde Israëltheologie en de vereenzelviging van de staat Israël en het Beloofde Land. Deze Palestijnse theologen, waaronder Naim Ateek en Mitri Raheb hebben zich met hun medestanders verenigd in Sabeel, een oecumenisch samenwerkingsverband voor Palestijnse bevrijdingstheologie en vinden weerklank onder joodse bevrijdingstheologen als Mark Braverman en Marc Ellis. Ellis kiest als jood niet voor ‘het Land’ en zeker niet voor de staat, maar voor ‘het profetische’ als essentie van de joodse religie.
Binnen de islamitische wereld deden in de jaren '80 de Marokkaan M.A. Lahbabi (1922-2005) en de Egyptenaar H. Hanifi (1935) van zich spreken als moslim bevrijdingstheologen, alsmede de Zuid-Afrikaan Farid Esack. Hun stellingname werd aan het einde van het eerste decennium hernomen door de Amerikaanse Iraniër Hamid Dabashi.

## Passages uit de Bijbel
De volgende passages uit de Bijbel spelen een belangrijke rol in de bevrijdingstheologie: 
- Hij heeft een krachtig werk gedaan door zijn arm, en Hij heeft hoogmoedigen in de overlegging huns harten verstrooid; Hij heeft machtigen van den troon gestort en eenvoudigen verhoogd, hongerigen heeft Hij met goederen vervuld en rijken heeft Hij ledig weggezonden (Uit de lofzang van Maria, Lucas 1:51-53)
- Wanneer uw broeder verarmt en zich bij u niet meer staande kan houden, dan zult gij hem - vreemdeling en bijwoner - ondersteunen, opdat hij bij u in het leven blijve. Gij zult geen rente of winst van hem nemen, maar gij zult voor uw God vrezen, opdat uw broeder bij u in het leven blijve. Gij zult hem uw geld niet op rente geven noch uw voedsel tegen winst. Ik ben de HERE, uw God, die u uit het land van Egypte hebt geleid, om u het land Kanaän te geven, opdat Ik u tot een God zou zijn (Leviticus 25:35-38)
- Wanneer gij den oogst van uw land binnenhaalt, zult gij den rand van uw veld niet geheel afmaaien, en wat nog is blijven liggen van uw oogst, zult gij niet oplezen. Ook zult gij uw wijngaard niet afzoeken en het afgevallene van uw wijngaard niet oplezen; dit zult gij voor de armen en vreemdelingen laten liggen: Ik ben de HERE uw God (Leviticus 19:9-11)
- En de menigte van hen, die tot het geloof waren, was één van hart en ziel, en ook niet één zeide, dat iets van hetgeen hij bezat zijn persoonlijk eigendom was, doch zij hadden alles gemeenschappelijk. En met grote kracht gaven de apostelen hun getuigenis van de opstanding des Heren Jezus, en er was grote genade over hen allen. Want er was er ook niet één die behoeftig onder hen; want allen, die eigenaars waren van stukken grond of van huizen, verkochten die en brachten de opbrengst van den verkoop en legden die aan de voeten der apostelen; en aan ieder werd uitgedeeld naar behoefte.
En Jozef, die van de apostelen den bijnaam Barnabas gekregen had - wat betekent: zoon der vertroosting -, een Leviet, uit Cyprus afkomstig, die eigenaar was van een akker, verkocht dien en bracht het geld en legde het aan de voeten der apostelen (Handelingen van de Apostelen 4:32-37, vergelijk 2:41-47)
- Is dit niet het vasten dat ik verkies: misdadige ketenen losmaken, de banden van het juk ontbinden, de verdrukten bevrijden, en ieder juk breken? Is het niet: je brood delen met de hongerige, onderdak bieden aan armen zonder huis, iemand kleden die naakt rondloopt, je bekommeren om je medemensen? Dan breekt je licht door als de dageraad, je zult voorspoedig herstellen. Je gerechtigheid gaat voor je uit, de majesteit van de HEER vormt je achterhoede. Dan geeft de HEER antwoord als je roept; als je om hulp schreeuwt, zegt hij: ‘Hier ben ik.’ Wanneer je het juk van de onderdrukking uitbant, de beschuldigende vinger en de kwaadsprekerij, wanneer je de hongerige schenkt wat je zelf nodig hebt en de verdrukte gul onthaalt, dan zal je licht in het donker schijnen, je duisternis wordt als het licht van het middaguur. (Jesaja 58:6-10)

## Bevrijdingstheologen
- Naim Ateek
- Carlos Filipe Ximenes Belo
- Leonardo Boff
- Jose Miguez Bonino
- Mark Braverman
- Dom Helder Camara
- Ernesto Cardenal
- José Comblin
- Marc Ellis

- Seán Freyne
- Gustavo Gutiérrez
- François Houtart
- Yohanna Katanacho
- Erwin Kräutler
- Arturo Lona Reyes
- Adolfo Nicolás
- Mitri Raheb
- Toon Ramselaar

- Óscar Romero
- Samuel Ruiz
- Juan Luis Segundo
- Jon Sobrino
- Camilo Torres
- Frans Wuytack
- Engelbert Mveng
- Janneke Stegeman